# Ice Station Z
『Ice Station Z』（アイスステーションゼット）は、Wobbly Toothが開発したオープンワールドゾンビサバイバルゲーム。2017年4月5日にニンテンドー3DS用のダウンロードソフトとして発売された。
のちにグラフィックなどを向上させたバージョンが開発され、2021年11月18日にNintendo Switch版（『アイス ステーションZ』）、同年12月3日にsteamにてMicrosoft Windows版が配信された。

## 概要
雪に閉ざされた島でゾンビの襲来から生き延びることを目的とした、オープンワールド型のサバイバルゲームである。インターネット接続によりニンテンドー3DS版では最大8人まで、Nintendo Switch版、Microsoft Windowsでは最大10人まで同時に遊ぶことが可能で、チャットの機能も備えられている。プラットフォーム間でのクロスプレイには対応していない。

## 評価・売上
IGNの日本語版ポータルサイトIGN JAPANでは、この作品が2013年に発売されたオープンワールド型のサバイバルゲーム『DayZ』に影響を受けたものと分析しつつ、ゲームの内容やグラフィック、バグの存在などを指摘し「つまらない」「ひどい」といった低い評価を下している。
一方、2017年4月14日に任天堂が発表したニンテンドー3DS用ダウンロードソフトの週間売上ランキングでは2位に入った。好調な売り上げを記録した要因について、IGNは、500円という低価格や、3DSにおいて同様のサバイバルゲームが希少であること、『DayZ』などの先行するゲームのプレイ動画がYouTubeやニコニコ動画といった動画配信サイトで人気を得ていることなどが、日ごろ動画サイトを楽しむ低年齢層に受け入れられたのではないかと分析している。

## 参考資料
1. ↑  Lee Meyer. “Ice Station Z Review (3DS eShop)” (英語). Nintendo Life.   Hookshot Media. 2024年4月13日閲覧。
2. ↑  Ice Station Z｜ニンテンドー3DS 任天堂 at the Wayback Machine (archived 2017年9月16日)
3. ↑  アイス ステーションZ｜My Nintendo Store 任天堂 at the Wayback Machine (archived 20年1月1日)
4. ↑  “あの超怪作がスイッチに登場！『アイスステーションZ』11月18日発売予定―Steam版は12月3日に”. Game*Spark. (2021年11月15日) 2022年2月22日閲覧。
5. 1 2  渡邉卓也 (2017年4月23日). “「ICE STATION Z」から見る3DSという市場の特殊性とゲームの評価の難しさ（前編）”.  IGN JAPAN. 2019年8月20日閲覧。
6. ↑  “「ニンテンドーeショップ新作入荷情報」4月14日号―『モンハン』の次に売れてる『Ice Station Z』とは？”. インサイド.   イード (2017年4月14日). 2019年8月20日閲覧。
7. ↑  渡邉卓也 (2017年4月24日). “「ICE STATION Z」から見る3DSという市場の特殊性とゲームの評価の難しさ（後編）”.  IGN JAPAN. 2019年8月20日閲覧。